# Distretto di Xocavənd
Il distretto di Xocavənd (in azero: Xocavənd rayon) è un distretto dell'Azerbaigian. 
Dal 1988 al 2023 porzioni variabili del territorio distrettuale rientrarono nei confini dell'Artsakh, incluso il capoluogo Martowni.